# جوسيه مارتينيانو بيريرا دي ألينكار
جوسيه مارتينيانو بيريرا دي ألينكار (16 أكتوبر 1794 - 15 مارس 1860) سياسي برازيلي وصحفي وكاهن، والد الروائي البرازيلي الشهير خوسيه دي ألينكار والدبلوماسي ليونيل مارتينيانو دي ألينكار، بارون ألينكار.
كان عضوًا في ثورة بيرنامبوكان إلى جانب والدته باربرا بيريرا دي ألينسار وإخوته تريستاو غونسالفيس وكارلوس خوسيه دوس سانتوس، وعضو في اتحاد خط الاستواء، وكان عضوًا في مجلس الشيوخ عن سيارا ثم حاكمها لاحقًا من 1834 إلى 1837، ومرة أخرى من 1840 إلى 1841.